# Il numero 10
Il numero 10 è un film del 1972, prodotto dalla RAI e diretto da Silvio Maestranzi.

## Trama
Durante la seconda guerra mondiale Padre Kolbe (José Quaglio), internato ad Auschwitz, si sacrificò al posto del "prigioniero numero 10", e fra' Pelagio, tornato al suo convento in Polonia, vuole scoprire se qualcuno li abbia traditi.